# Bayanda Walaza
Bayanda Walaza, né le 9 février 2006, est un athlète sud-africain, spécialiste des épreuves de sprint.

## Biographie
Bayanda Walaza participe aux Jeux olympiques de Paris et remporte la médaille d'argent au 4 × 100 m. À 18 ans, il devient le premier Sud-Africain à remporter une médaille olympique alors qu'il est encore au lycée.
En mars 2025, il passe pour la première fois sous les 10 s à Pretoria : en 9 s 99 il établit un nouveau record national U20. Il améliore son record à Zagreb avec un temps de 9 s 94. Avec ses coéquipers, il remporte le 4 × 100 m des Relais mondiaux 2025.

## Palmarès
| Date | Compétition                   | Lieu      | Résultat | Épreuve   | Temps   |
| ---- | ----------------------------- | --------- | -------- | --------- | ------- |
| 2024 | Jeux olympiques               | Paris     | 2e       | 4 × 100 m | 37 s 57 |
| 2024 | Championnats du monde juniors | Lima      | 1er      | 100 m     | 10 s 19 |
| 2024 | Championnats du monde juniors | Lima      | 1er      | 200 m     | 20 s 52 |
| 2025 | Relais mondiaux               | Guangdong | 1er      | 4 × 100 m | 37 s 61 |
| 2025 | Universiade d'été 2025        | Bochum    | 1er      | 100 m     | 10 s 16 |
| 2025 | Universiade d'été 2025        | Bochum    | 1er      | 200 m     | 20 s 63 |
| 2025 | Universiade d'été 2025        | Bochum    | 2e       | 4 × 100 m | 38 s 80 |

## Records
| Épreuve | Temps               | Lieu         | Date             |
| ------- | ------------------- | ------------ | ---------------- |
| 100 m   | 9 s 94 (- 0,3 m/s)  | Zagreb       | 24 mai 2025      |
| 200 m   | 20 s 08 (+ 0,5 m/s) | Johannesburg | 19 mars 2025     |
| 400 m   | 46 s 61             | Pretoria     | 1er février 2025 |